# Mohini Dey
Mohini Dey (Calcutá, 20 de julho de 1996) é uma baixista indiana. Conhecida por seu trabalho na banda do músico A. R. Rahman, ela fez parte das bandas dos programas de TV Wind of Change e Coke Studio India.
Em 2015, ela foi eleita pela revista Forbes da Índia como "um dos 30 jovens abaixo dos 30 anos mais influentes do país".
Filha do também baixista Sujoy Dey, ela tem sido considerada um prodígio por muitos músicos. Não a toa, já trabalhou com músicos como John McLaughlin, Marco Minnemann, Jordan Rudess, Jason Richardson, Dewa Budjana, Sivamani, A. R. Rahman, Zakir Hussain, e Steve Vai. Com este último gravou a música "Bop!", presente no álbum Modern Primitive.
Em 2019, ela participou da turnê da banda japonesa de rock B'z.

## Biografia
Dey nasceu e foi criada em Mumbai e fala Marathi, Hindi, Bengali e Inglês.
Nascida em uma família musical, o pai de Mohini é Sujoy Dey, baixista de jazz fusion, e sua mãe é Romia Dey, cantora clássica. Ela também tem uma irmã mais nova, Esani, que é guitarrista.
Quando Mohini nasceu, seus pais estavam lutando para sobreviver, já que seu pai trabalhava como músico. Ele percebeu seu talento musical antes de Mohini completar 3 anos e começou a cultivá-lo a partir desse momento. Ela recebeu seu primeiro baixo Fender Jazz quando tinha 9 ou 10 anos.
Prodígio, ela fez suas primeira apresentações aos 11 anos. Seu talento foi notado pelo amigo de seu pai, Ranjit Barot, que a levava nas turnês de sua banda, e participando do MTV Unplugged do músico em 2011. Ela também foi orientada pelo expoente do jazz Louis Banks.
Em 2017 tocou no Montreux Jazz Festival, com Abhijith PS Nair e Sandeep Mohan, documentado no álbum Saraswati at Montreux.

## Discografia
Solo
- 2023 - Mohini Dey

colaborações em trabalhos de outros artistas
- 2011 - Baixolão no álbum "MTV Unplugged de Ranjit Barot"
- 2016 - Baixo elétrico na música "Bop!", presente no álbum Modern Primitive, de Steve Vai[8]
- 2019 - Álbum "Mahandini", de Dewa Budjana With Jordan Rudess, Marco Minnemann and Mohini Dey.

## Prêmios e Honrarias
- 2015 - Eleita pela revista Forbes da Índia como "um dos 30 jovens abaixo dos 30 anos mais influentes do país".[2]